# Zvonice v Hojkově
Zvonice stojí na návsi obce Hojkov v okrese Jihlava a je kulturní památkou České republiky.

## Historie
Zvonice představuje drobnou lidovou architekturu doznívajícího baroka z počátku 19. století charakteristickou pro region Vysočiny. V roce 2000 byla Ministerstvem kultury České republiky prohlášena za kulturní památku ČR.

## Popis
Zvonice je zděná omítaná stavba postavena ze smíšeného zdiva na půdorysu čtverce (asi 5 × 5 m). Je ukončena čtyřbokou jehlanovou střechou s námětky, která přechází v osmibokou lucernu zakončenou malou báni (cibulkou) s hrotnicí, makovicí a křížem.
Do zvonice se vchází pravoúhlým nezdobeným žulovým portálem, ve kterém jsou rámové dřevěné dveře. Místnost ve zvonici má omítaný plochý strop s otvorem pro provaz ke zvonu.
Ve zvonici byl zavěšený zvon o hmotnosti asi 40 kg, který byl podle kroniky obce pořízen k výročí zrušení roboty. Zvon byl rekvírován v roce 1942. Náhradou byl 5. prosince 1944 zavěšen zvonek o hmotnosti asi 14 kg, V roce 2019 byla obcí vyhlášena sbírka na nový zvon a elektrické zvonění. Prozatímní je prasklý a neopravitelný. Náklady se odhadovaly na padesát čtyři tisíc na zvon a asi šedesát tisíc na elektrické zvonění.